# Progressão de 50
Na música clássica, a progressão de 50 (do inglês: '50s progression), também conhecida como mudanças Stand by Me, progressão doo-wop:204 mudanças de sorvete, e acordes Heart and Soul, é uma progressão de acordes e reviravolta usada na música popular ocidental. A progressão, é representada por I–vi–IV–V ou I–VI–II–V. Como por exemplo, em C Maior, temos C–Am–F–G. Como o nome indica, era comum na década de 1950, particularmente associado ao estilo vocal doo-wop (baseado no rhythm and blues). Considera-se que a primeira música a usar a sequência extensivamente é a canção Blue Moon (1933). 

## Teoria
Na música erudita ocidental, durante o período de prática comum são usadas as progressões de acordes. O caminho de uma progressão é conhecido como cadência de acordes, que podem representar o fim ou o prolongamento de uma frase musical. As cadências mais conclusivas (ou resolutivas) retornam à tônica (ou acorde I); assim seguindo o círculo das quintas, a dominante (ou acorde V) é o acorde mais adequado para aparecer antes ao acorde I - essa cadência V–I é conhecida como cadência autêntica - no entanto, a progressão I–V–I é repetitiva e pula parte do círculo de quintas, é comum preceder o acorde dominante com um acorde predominante, como um acorde IV ou um acorde ii (em tom maior). Nesse caso, a progressão de 50 usa um acorde IV, resultando na progressão I–IV–V–I. O acorde aparece antes do acorde IV nesta progressão (criando I–vi–IV–V–I), é usado como meio de prolongar o acorde tônico, pois o acorde submediante (vi) é comumente usado como substituto da tônica para facilitar a condução de voz da linha do baixo: em uma progressão I–vi–IV–V–I (sem nenhuma inversão de acordes) a voz do baixo desce em terças maiores ou menores do acorde I para o acorde vi e para o acorde IV .

## Variações
Como toda progressão de acordes, existem muitas variações, como por exemplo, transformar a dominante em V ou em V7, ou a progressão I–vi seguida por IV–V, ou ter a ii substituto pela subdominante (IV), criando a progressão I–vi–ii–V (variante da progressão circular) e a virada ii–V–I.
two beat
four beat
eight beat

As variações incluem a troca do vi e do acorde IV para criar I–IV–vi–V (semelhante à progressão I–V–vi–IV), usada nas canções More Than a Feeling e She Drives Me Crazy.
O ritmo harmônico em que os acordes ocorrem, pode ser variado incluindo dois tempos por acorde (meio compasso), quatro por acorde (compasso completo ou barra) e, oito por acorde (dois compassos), exceto IV e V(7) que recebem quatro cada.:206 A canção Sleep Walk usa uma progressão semelhante, com o IV substituído por sua "iv menor paralela" criando I–vi–iv–V. 

## Na música popular
Esta é uma lista de canções contendo a progressão do ano 50. Não incluindo músicas contendo a progressão para seções curtas e nem inclui regravações:
| Título                                       | Artista                                                 | Ano       | Progressão         |
| -------------------------------------------- | ------------------------------------------------------- | --------- | ------------------ |
| "The KKK Took My Baby Away"                  | Ramones                                                 | 1981      | I–vi–IV–V          |
| "Oh, Pretty Woman"                           | Roy Orbison; Roy Orbison, Bill Dees (writers)           | 1964      | I–vi–IV–V          |
| "A Teenager in Love"                         | Dion and the Belmonts; Doc Pomus, Mort Shuman (writers) | 1959      | I–vi–IV–V          |
| "Angel Baby"                                 | Rosie and the Originals                                 | 1960      | I–vi–IV–V          |
| "All I Have to Do Is Dream"                  | The Everly Brothers                                     | 1958      | I–vi–IV–V          |
| "Baby"                                       | Justin Bieber                                           | 2010      | I–vi–IV–V          |
| "Baby Doll"                                  | The Buttertones                                         | 2016      | I–vi–IV–V          |
| "Bad Girl"                                   | The Detroit Cobras                                      | 1996      | I–vi–IV–V          |
| "Baby, I'm an Anarchist!"                    | Against Me!                                             | 2002      | I–vi–IV–V          |
| "Beautiful Girls"                            | Sean Kingston                                           | 2007      | I–vi–IV–V          |
| "Beyond the Sea"                             | Jack Lawrence and Charles Trenet                        | 1946      | I–vi–IV–V          |
| "Bleeding Love"                              | Leona Lewis                                             | 2007      | I–vi–IV–V          |
| "Blue Moon"                                  | The Marcels                                             | 1961      | I–vi–IV–V          |
| "Body Feels EXIT"                            | Namie Amuro                                             | 1995      | vi–IV–V–I          |
| "Brave as a Noun"                            | Andrew Jackson Jihad                                    | 2007      | I–vi–IV–V          |
| "Bristol Stomp"                              | The Dovells                                             | 1961      | I–vi–IV–V          |
| "Brokenhearted"                              | Karmin                                                  | 2012      | I–vi–IV–V          |
| "Burberry Headband"                          | Lil Mosey                                               | 2018      | I–vi–IV–V          |
| "Capital Radio"                              | The Clash                                               | 1977      | I–vi–IV–V          |
| Christmas (Baby Please Come Home)            | Darlene Love                                            | 1963      | I–vi–IV–V          |
| "Chain Gang"                                 | Sam Cooke                                               | 1960      | I–vi–IV–V          |
| "Close Your Eyes"                            | Meghan Trainor                                          | 2014      | I–vi–IV–V          |
| "Complicated"                                | Avril Lavigne                                           | 2002      | I–vi–IV–V (verses) |
| "Coney Island Baby"                          | The Excellents                                          | 1962      | I–vi–IV–V          |
| "Cradle Rock                                 | The Heartbreakers (Ray Collins/ Frank Zappa)            | 1963      | I–vi–IV–V          |
| "Crocodile Rock"                             | Elton John                                              | 1972      | I–vi–IV–V          |
| "Can't Stop Lovin' You"                      | Van Halen                                               | 1995      | I–vi–IV–V          |
| "Da Doo", "Dentist"                          | Little Shop of Horrors (musical) Original Broadway Cast | 1982      | I–vi–IV–V          |
| "Dance with Me Tonight"                      | Olly Murs                                               | 2011      | I–vi–IV–V          |
| "Dear Future Husband"                        | Meghan Trainor                                          | 2015      | I–vi–IV–V          |
| "Donna"                                      | Ritchie Valens                                          | 1958      | I–vi–IV–V          |
| "Don't Dream It's Over"                      | Crowded House                                           | 1986      | IV–V–I–vi          |
| "Don't Say Your Love Is Killing Me"          | Erasure                                                 | 1997      | I–vi–IV–V          |
| "Double Shot (Of My Baby's Love)"            | The Swingin' Medallions                                 | 1966      | I–vi–IV–V          |
| "Duke of Earl"                               | Gene Chandler                                           | 1962      | I–vi–IV–V          |
| "Dura"                                       | Daddy Yankee                                            | 2018      | I–vi–IV–V          |
| "D'yer Mak'er"                               | Led Zeppelin                                            | 1973      | I–vi–IV–V          |
| "Earth Angel"                                | The Penguins                                            | 1954      | I–vi–IV–V          |
| "Endless Mine"                               | Sega                                                    | 1994      | I-vi-IV-V          |
| "Enola Gay"                                  | Orchestral Manoeuvres in the Dark                       | 1980      | I–vi–IV–V          |
| "Epiphany"                                   | BTS                                                     | 2018      | I–vi–IV–V          |
| "Eternal Flame"                              | The Bangles/Atomic Kitten                               | 1989/2001 | I–vi–IV–V          |
| "Every Breath You Take"                      | The Police                                              | 1983      | I–vi–IV–V          |
| "Eyes of Blue"                               | Paul Carrack                                            | 1995      | I–vi–IV–V          |
| "Eyes on Me"                                 | Faye Wong                                               | 1999      | I–vi–IV–V          |
| "Flightless Bird, American Mouth"            | Iron & Wine                                             | 2007      | I–vi–IV–V          |
| "For Your Precious Love"                     | Jerry Butler                                            | 1958      | I–vi–IV–V          |
| "Friday"                                     | Rebecca Black                                           | 2011      | I–vi–IV–V          |
| "Give a Little Love"                         | Bay City Rollers                                        | 1975      | I–vi–IV–V          |
| "Go Cry On Somebody Else's Shoulder"         | The Mothers of Invention                                | 1966      | I–vi–IV–V          |
| "Girl on Fire"                               | Alicia Keys                                             | 2011      | I–vi–IV–V          |
| "God Is in the Rhythm"                       | King Gizzard & the Lizard Wizard                        | 2015      | I–vi–IV–V          |
| "Happiness Is a Warm Gun"                    | The Beatles                                             | 1968      | I–vi–IV–V          |
| "Have It All"                                | Jason Mraz                                              | 2018      | I–vi–IV–V          |
| "Heart and Soul"                             | Larry Clinton feat. Bea Wain                            | 1938      | I–vi–IV–V          |
| "I'll Make Love to You"                      | Boyz II Men                                             | 1994      | I–vi–IV–V          |
| "I'm Not Edward Cullen"                      | Hank Green                                              | 2009      | I–vi–IV–V          |
| "I'm the One"                                | DJ Khaled                                               | 2017      | I–vi–IV–V          |
| "I'm Waiting for the Day"                    | The Beach Boys                                          | 1966      | I–vi–IV–V          |
| "I Always Knew"                              | The Vaccines                                            | 2012      | I–vi–IV–V          |
| "I Love You Too Much"                        | The Book of Life (soundtrack)                           | 2014      | I–vi–IV–V          |
| "In the Aeroplane Over the Sea"              | Neutral Milk Hotel                                      | 1998      | I–vi–IV–V          |
| "In The Shape Of A Heart"                    | Jackson Browne                                          | 1986      | I–vi–IV–V          |
| "In the Still Of the Night"                  | The Five Satins                                         | 1956      | I–vi–IV–V          |
| "I Wanna Be With You"                        | The Raspberries                                         | 1974      | I–vi–IV–V          |
| "I Will Always Love You"                     | Dolly Parton / Whitney Houston                          | 1974/1992 | I–vi–IV–V          |
| "Jesus of Suburbia"                          | Green Day                                               | 2005      | I–vi–IV–V          |
| "Joey"                                       | Concrete Blonde                                         | 1990      | I–vi–IV–V          |
| "Just One Look"                              | Doris Troy                                              | 1963      | I–vi–IV–V          |
| "Just Like a Pill"                           | Pink                                                    | 2002      | I–vi–IV–V          |
| "Just the Way You Are"                       | Bruno Mars                                              | 2010      | I–vi–IV–V          |
| "Kimberly"                                   | Patti Smith                                             | 1975      | I–vi–IV–V          |
| "Last Kiss"                                  | Wayne Cochran                                           | 1961      | I–vi–IV–V          |
| "Looking for an Echo"                        | Kenny Vance / Ol' 55                                    | 1975/1976 | I–vi–IV–V          |
| "Lollipop"                                   | Ronald &amp; Ruby                                       | 1958      | I–vi–IV–V          |
| "Lonely This Christmas"                      | Mud                                                     | 1974      | I–vi–IV–V          |
| "Lovable"                                    | Sam Cooke                                               | 1956      | I–vi–IV–V          |
| "Love Hurts"                                 | The Everly Brothers / Nazareth                          | 1960/1974 | I–vi–IV–V          |
| "Making Love Out Of Nothing At All"          | Air Supply                                              | 1982      | I–vi–IV–V          |
| "Mama I'm A Big Girl Now"                    | Hairspray Original Broadway Cast                        | 2002      | I–vi–IV–V          |
| "Mandy"                                      | Barry Manilow                                           | 1974      | I–vi–IV–V          |
| "Marathon"                                   | Tennis                                                  | 2011      | I–vi–IV–V          |
| "Marvin Gaye"                                | Charlie Puth and Meghan Trainor                         | 2015      | I–vi–IV–V          |
| "Me!"                                        | Taylor Swift ft. Brendon Urie                           | 2019      | I–vi–IV–V          |
| "Messin' Around"                             | Pitbull                                                 | 2016      | I–vi–IV–V          |
| "Don't Dream It, Be It"                      | The Rocky Horror Picture Show                           | 1975      | I–vi–IV–V          |
| "Hangin' Out with Jim"                       | GG Allin                                                | 1988      | I–vi–IV–V          |
| "Million Reasons"                            | Lady Gaga                                               | 2016      | I–vi–IV–V          |
| "Monster Mash"                               | Bobby Pickett                                           | 1962      | I–vi–IV–V          |
| "No Hay Pedo"                                | Banda Los Recoditos                                     | 2014      | I–vi–IV–V          |
| "Nothing's Gonna Stop Us Now"                | Starship                                                | 1987      | I–vi–IV–V          |
| "Octopus's Garden"                           | The Beatles                                             | 1969      | I–vi–IV–V          |
| "Oh True Love"                               | Everly Brothers                                         | 1960      | I–vi–IV–V          |
| "Bobby Brown"                                | Frank Zappa                                             | 1979      | I–vi–IV–V          |
| "Hang Fire"                                  | The Rolling Stones                                      | 1981      | I–vi–IV–V          |
| "Saturday Night"                             | The Misfits                                             | 1999      | I–vi–IV–V          |
| "Oliver's Army"                              | Elvis Costello                                          | 1979      | I–vi–IV–V          |
| "Perfect"                                    | Ed Sheeran                                              | 2017      | I–vi–IV–V          |
| "Please Mr. Postman"                         | The Marvelettes                                         | 1961      | I–vi–IV–V          |
| "Pretty Little Angel Eyes"                   | Curtis Lee                                              | 1961      | I–vi–IV–V          |
| "Red Cadillac and a Black Moustache"         | Warren Smith                                            | 1957      | I–vi–IV–V          |
| "Rinky Dink"                                 | Dave "Baby" Cortez/ Booker T & the MGs                  | 1962      | I–vi–IV–V          |
| "Runaround Sue"                              | Dion                                                    | 1961      | I–vi–IV–V          |
| "Som Sarn"                                   | Loso                                                    | 1998      | I–vi–IV–V          |
| "Stand by Me"                                | Ben E. King                                             | 1961      | I–vi–IV–V          |
| "Telephone Line"                             | Electric Light Orchestra                                | 1976      | I–vi–IV–V          |
| "Tell Me Why"                                | The Beatles                                             | 1964      | I–vi–IV–V          |
| "The Man Comes Around"                       | Johnny Cash                                             | 2002      | I–vi–IV–V          |
| "The Thin Ice"                               | Pink Floyd                                              | 1979      | I–vi–IV–V          |
| "This Boy"                                   | The Beatles                                             | 1963      | I–vi–IV–V          |
| "This is Me"                                 | Keala Settle                                            | 2018      | I–vi–IV–V          |
| "This Magic Moment"                          | The Drifters                                            | 1960      | I–vi–IV–V          |
| "Those Magic Changes"                        | Sha Na Na                                               | 1978      | I–vi–IV–V          |
| "(Tired Of) Toein' The Line"                 | Rocky Burnette                                          | 1980      | I–vi–IV–V          |
| "Total Eclipse of the Heart"                 | Bonnie Tyler                                            | 1983      | I–vi–IV–V          |
| "Twistin' the Night Away"                    | Sam Cooke                                               | 1962      | I–vi–IV–V          |
| "Mr. Bass Man"                               | Johnny Cymbal                                           | 1961      | I–vi–IV–V          |
| "True Blue"                                  | Madonna                                                 | 1986      | I–vi–IV–V          |
| "Unchained Melody"                           | The Righteous Brothers                                  | 1955      | I–vi–iv–V          |
| "We Almost Had A Baby"                       | Emmy the Great                                          | 2009      | I–vi–IV–V          |
| "We Are Young"                               | Fun ft. Janelle Monáe                                   | 2011      | I–vi–IV–V          |
| "We Go Together"                             | John Travolta and Olivia Newton-John                    | 1972      | I–vi–IV–V          |
| "Where Have All the Flowers Gone?"           | Pete Seeger                                             | 1955      | I–vi–IV–V          |
| "Who Put the Bomp (in the Bomp, Bomp, Bomp)" | Barry Mann                                              | 1961      | I–vi–IV–V          |
| "Perfidia"                                   | Alberto Domínguez, Glenn Miller                         | 1939      | I–vi–ii–V          |
| "Why Do Fools Fall in Love"                  | Frankie Lymon &amp; The Teenagers                       | 1956      | I–vi–IV–V          |
| "You Don't Own Me"                           | Lesley Gore                                             | 1963      | I–vi–IV–V          |
| "Your Reality"                               | Dan Salvato                                             | 2017      | I–vi–IV–V          |

## Na música clássica
A progressão I–vi–IV–V data do século XVII, por exemplo, a linha de baixo ostinato (groove) da música Salmo 42, Quem admodum desiderat cervus, do compositor teuto-dinamarquês Dieterich Buxtehude:
A abertura da Cantata Wachet Auf :

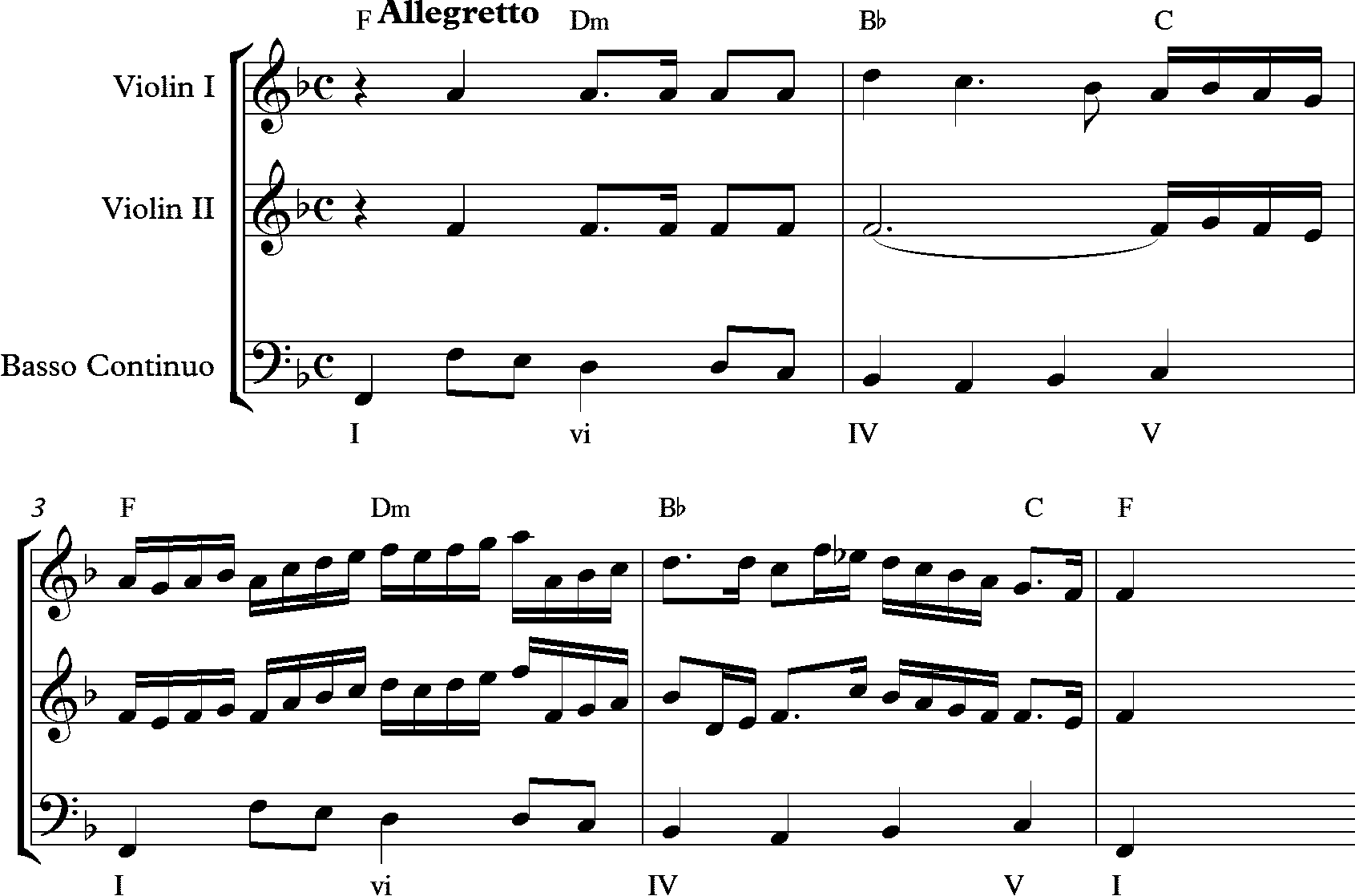
Buxtehude, Salmo 42 "Quem ad modum desiderat cervis"

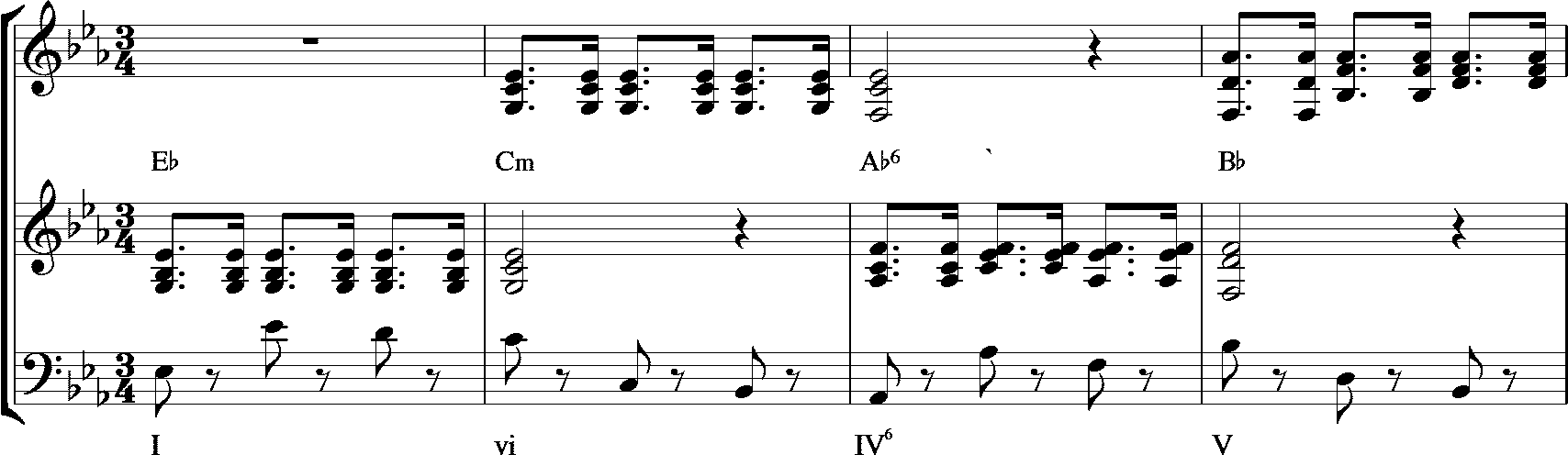
JS Bach Cantata BWV140, introdução orquestral ao coro de abertura

A progressão é muito encontrada nas obras do compositor austríaco Wolfgang Mozart. No final do movimento lento do Concerto para Piano nº 24 (em C m, K. 491), a progressão é executada na forma de arpejo pelo fagote:

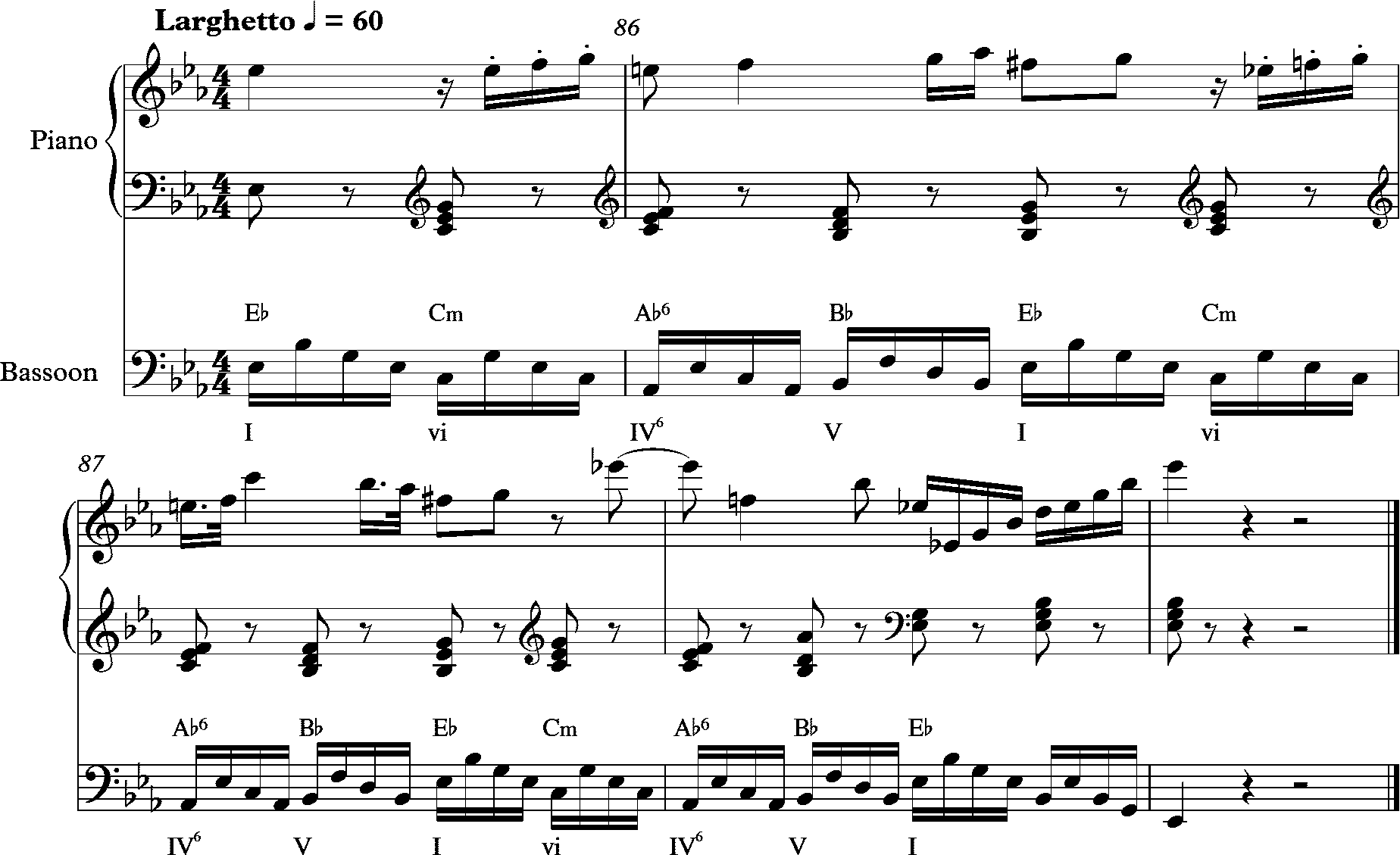
Mozart, Concerto para Piano K. 491, compassos de fechamento do movimento lento

A abertura do Concerto para Piano nº 22 (em E# M, K. 482) estende a progressão de modo sutil, fazendo uso de suspensões:

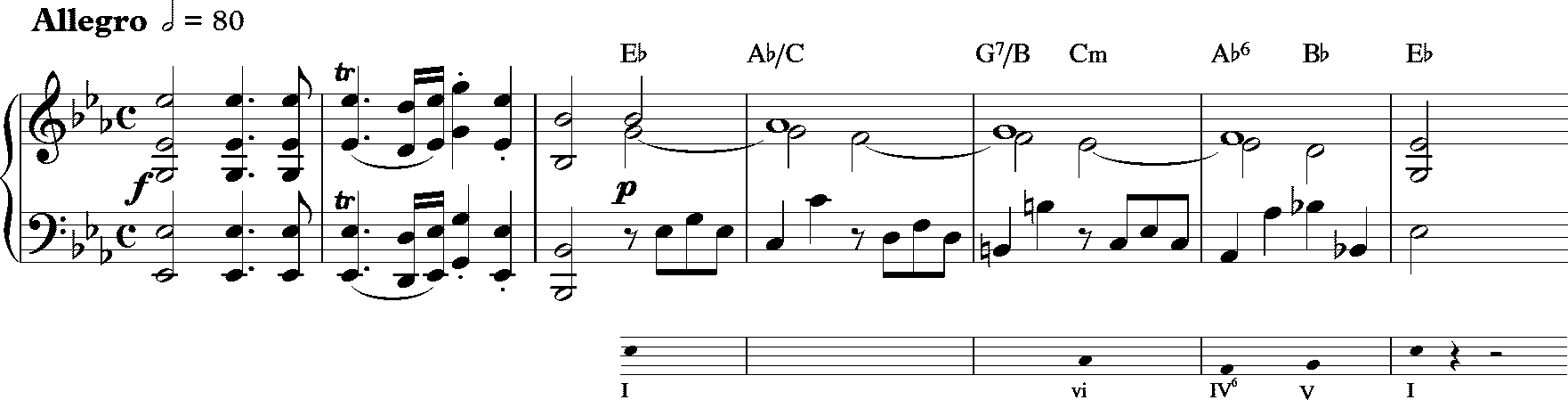
Mozart Piano Concerto K. 482, compassos de abertura